# 奥野総合法律事務所
奥野総合法律事務所（おくのそうごうほうりつじむしょ）は、東京都中央区京橋一丁目に存在する法律事務所である。

## 事業内容
事業再生・倒産（会社の事業再生・倒産処理・廃業支援等）、コーポレート、M&A、労働訴訟・労働法務等、紛争処理・知的財産取引・IT法に関する助言、独占禁止法・下請法・景品表示法等に関する助言、公正取引委員会対応等、ファイナンス（ドキュメンテーション、契約交渉等）、国際法務（日本企業の海外展開支援、外資企業のインバウンド案件、スイス法務）、中小企業・同族企業からの相談（紛争処理、事業承継等）、個人（家事事件・民事紛争等、任意後見、成年後見、遺言書作成等）、教育・社会貢献活動。

## 沿革
1924年、奧野彦六（弁護士、元東京弁護士会会長）が「奧野彦六法律事務所」として創設する。1979年に名称を「奧野法律事務所」に改名する。さらに1996年「奧野総合法律事務所」に改称、さらに2014年「奧野総合法律事務所・外国法共同事業」に改称。2016年「弁護士法人 奧野総合法律事務所」として設立。

## 著名な職員
- 奧野善彦（弁護士） - 所長、パートナー弁護士[3]
- 小室圭（法務博士） - 眞子元内親王の配偶者にして秋篠宮文仁親王の女婿かつ悠仁親王の義兄。出向の形で米国に留学。